# Albert Madörin
Albert Madörin (ur. 17 marca 1905, zm. w czerwcu 1960 w Bazylei) – szwajcarski bobsleista. Brązowy medalista olimpijski z Oslo.
Zawody w 1952 były jego jedynymi igrzyskami olimpijskimi. Sięgnął po brąz w bobslejowych czwórkach. Pilotem boba był Fritz Feierabend, załogę tworzyli również André Filippini i Stephan Waser. Był medalistą mistrzostw świata, w 1950 sięgnął po srebro w czwórkach.